# NAMES 프로젝트 에이즈 메모리얼 퀼트

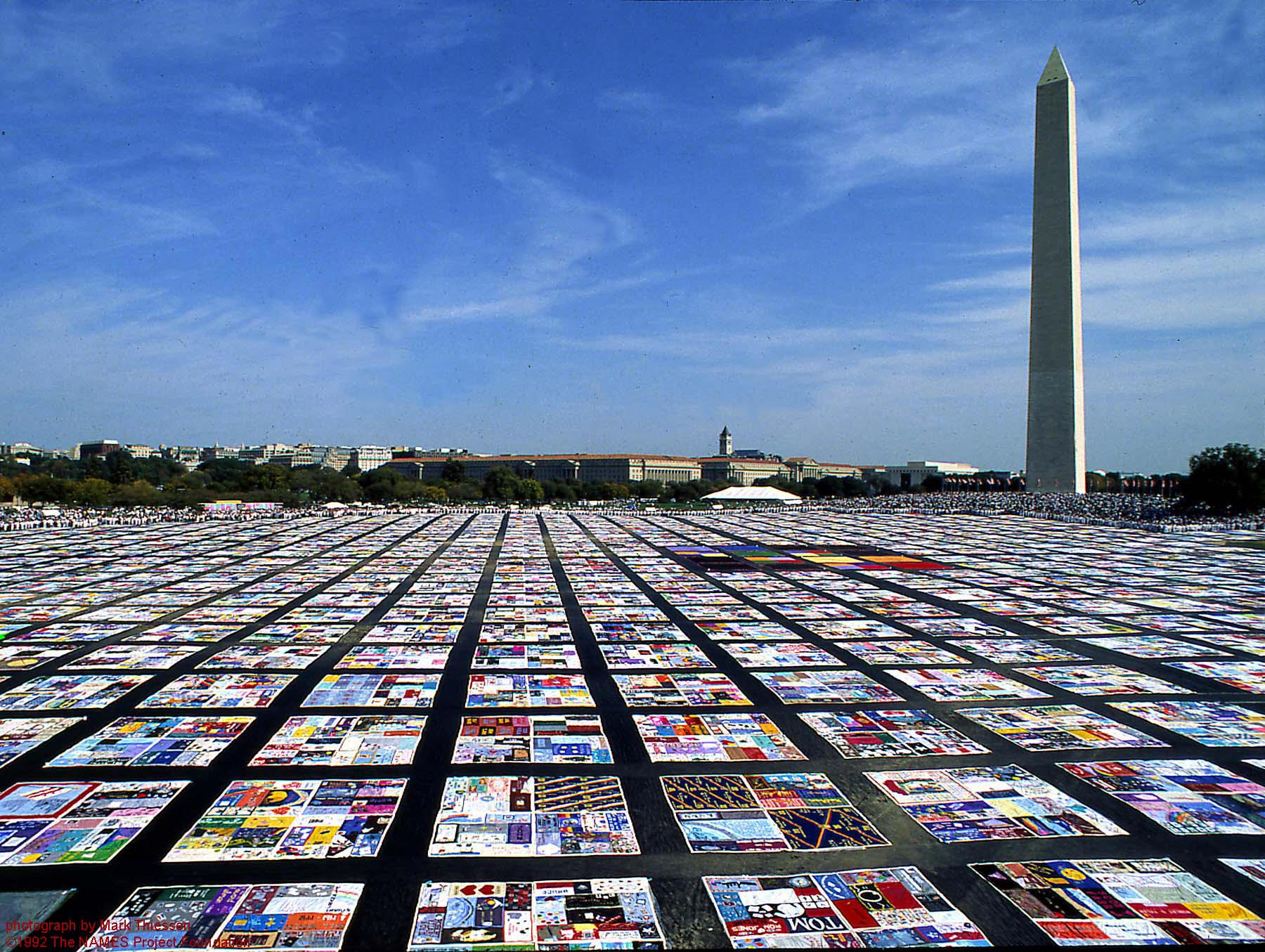
에이즈 퀼트

NAMES 프로젝트 에이즈 메모리얼 퀼트(NAMES Project AIDS Memorial Quilt)는 흔히 에이즈 메모리얼 퀼트, 에이즈 퀼트로도 줄여 부르며, 에이즈 관련으로 사망한 사람들의 삶을 기리는 거대한 추도 기념물이다. 무게 54톤으로 추정되는 이 작품은 2020년 현재 세계에서 가장 큰 공동체 미술 작품이다.

## 역사와 구조

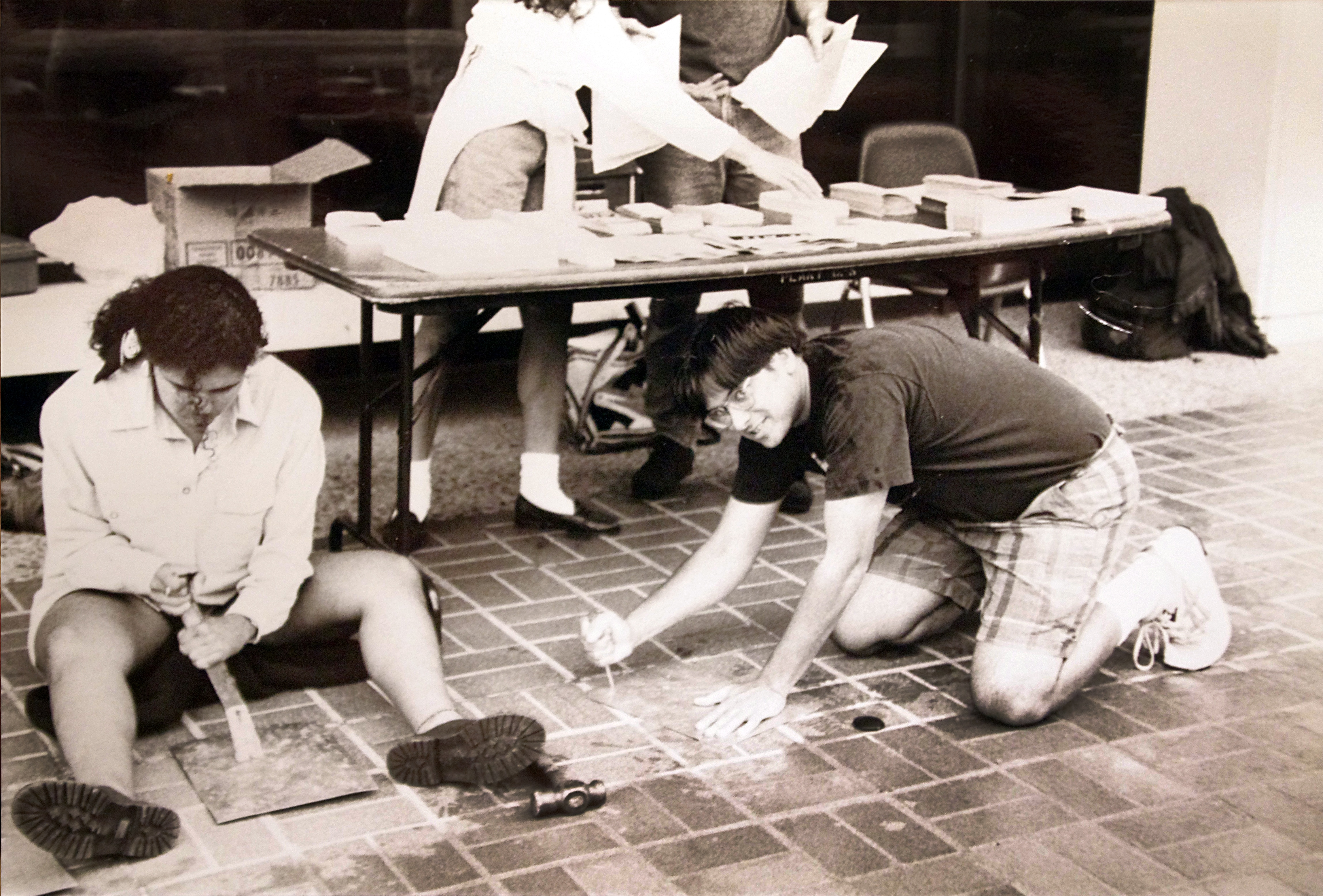
1994년 프레즈노 주립 대학교 학생들이 퀼트 패널을 만들고 있다.

NAMES 프로젝트 메모리얼 퀼트에 대한 아이디어는 1985년 11월 27일, 샌프란시스코 시의원 하비 밀크와 시장 조지 모스코니의 1978년 암살 사건을 기억하기 위한 연례 촛불 행진 중 에이즈 활동가 클레브 존스가 고안하였다. 존스는 행진을 위해 사람들에게 에이즈 관련 원인으로 세상을 떠난 사랑하는 사람의 이름을 표지판에 쓰게 한 다음, 옛 샌프란시스코 연방 청사 건물 벽에 테이프로 붙이게 하였다. 존스는 건물에 테이프로 붙인 표지판들이 거대한 패치워크 퀼트처럼 보였고, 이것이 프로젝트의 직접적인 영감이 되었다. NAMES 프로젝트는 1987년 샌프란시스코에서 존스, 마이크 스미스, 자원봉사자 조셉 듀랜트, 잭 캐스터, 거트 맥멀린, 론 코도바, 라킨 메이오, 스티브 키르히너, 개리 유스차크가 공식적으로 시작하였다. 당시 에이즈 관련 원인으로 사망한 많은 사람들의 장례식이 치러지지 않았는데, 살아남은 가족 구성원이 느끼는 에이즈에 대한 사회적 낙인과 더불어 많은 장례식장과 공동묘지에서 고인의 유해를 처리하는 것을 노골적으로 거부하였기 때문이었다. 추도식이나 매장지의 부족으로, 퀼트는 생존자들이 사랑하는 사람의 삶을 추모하고 기릴 수 있는 유일한 기회가 되기도 하였다. 퀼트의 첫 공개는 1987년 10월 11일 워싱턴 DC의 내셔널 몰에서 레즈비언과 게이 인권을 위한 워싱턴 내셔널 행진의 일환으로 이루어졌다. 퀼트 전체가 공개된 것은 1996년 워싱턴 DC의 몰이 마지막이었는데, 이 자리에는 대통령 빌 클린턴과 영부인 힐러리 로댐 클린턴도 방문하였다. 2012년 7월에는 제19회 국제 에이즈 컨퍼런스가 시작됨과 동시에 전체가 재공개되었다.
에이즈 범유행으로 목숨을 잃은 사람들의 삶을 추모하고 기리는 기념물인 퀼트는, 희생자나 생존자를 기리는 추세로 이동하는 20세기 추모 기념물 디자인 변화의 중요한 선구자의 역할을 하였다. 퀼트의 각 패널은 3 피트 (0.91 m) x 6 피트 (1.8 m) 크기로, 무덤의 대략적인 평균 크기이며, 이것은 에이즈와 죽음의 개념을 더 밀접하게 연결한다. 퀼트는 NAMES 프로젝트 재단에서 계속해서 관리 및 전시하고 있다.
2004년 6월 재단에서는 미국 HIV 검사의 날을 기념하여 최신 퀼트 블럭 1,000채를 워싱턴 DC 엘립스 공원에 전시하였다. 1996년 10월 마지막으로 전체 공개된 이래 가장 큰 규모로 전시된 1,000채 블럭은 1996년 전시 당시 또는 그 이후에 제출된 모든 패널로 이루어졌다.
1997년 NAMES 프로젝트 본부가 샌프란시스코에서 워싱턴 DC로 이전하였으며, 2001년에는 퀼트 패널이 샌프란시스코에서 조지아주 애틀랜타로 이전하였다. NAMES 프로젝트 재단은 애틀랜타에 본부를 두었다.
2019년, 재단은 퀼트가 미국 에이즈 기념관(National AIDS Memorial)의 관리 하에 샌프란시스코로 이전할 것이라고 발표하였다. 기록 보관소는 의회 도서관의 미국 민속 센터로 이전된다. 에이즈 메모리얼 퀼트는 전시되지 않을 때 샌프란시스코에 보관되고, 계속해서 커지고 있으며, 현재 48,000채 이상의 개별 추모 패널(94,000명 이상)로 구성되어 있으며 무게는 약 54톤이다.

### 목표 및 성과
퀼트의 목표는 실제 에이즈 범유행의 심각성에 대한 의식을 제고하고, 에이즈 범유행의 영향을 받은 사람들에게 지원과 치유를 제공하는 것이다. 또 다른 목표는 지역사회 기반의 에이즈 관련 공공 기관을 위한 기금을 조성하고, 에이즈 예방 및 교육을 위한 재정 지원을 늘리는 것이다. 1996년에는 170만 달러 이상이 이미 모금되었으며, 이러한 노력은 오늘날까지 계속되고 있다.

## 이불 제작 및 관리
천으로 만들어진 3 by 6 피트 (0.91 m × 1.83 m) 패널은 에이즈 관련 합병증으로 사람에 대한 인정으로 만들어진다. 패널은 개인이 혼자 만들거나 콜 마이 네임(퀼트에 아프리카계 미국인을 표현하는 것에 초점을 맞춤)과 같은 워크샵, 2012년 내셔널 몰에서 열린 스미소니언 민속 축제 행사이기도 한 퀼팅 비 모임 등에서 만들어진다. 퀼트의 디자인과 구조는 퀼트를 만드는 사람과 기술에 따라 달라지며, 기술로는 전통적 천 퀼팅, 자수, 아플리케, 페인팅, 스텐실, 구슬 달기, 아이론 프린트 등이 일반적이다.
- 레이스와 스웨이드, 가죽, 밍크, 호박단, 에어캡, 기타 플라스틱, 심지어 금속과 같은 직물.
- 진주, 석영, 라인석, 스팽글, 깃털, 단추와 같은 장식 품목.
- 청바지, 티셔츠, 장갑, 부츠, 모자, 유니폼, 재킷, 슬리퍼와 같은 의류.
- 머리카락, 화장 재, 결혼 반지, 공로 배지 및 기타 상, 자동차 열쇠와 같은 개인적인 성격의 품목.
- 봉제 인형, 레코드판, 작스트랩, 콘돔, 볼링 공과 같은 특이한 품목.

패널은 패널 제작자의 신원 양식, 문서화된 편지와 함께 미국 국립 에이즈 기념관에 제출된다. 때때로 해당 주제의 사진과 같은 다른 보충 자료가 패널과 함께 기증된다. 패널에 대한 정보는 데이터베이스에 기록된다.
패널의 뒤에는 캔버스를 대고 여덟 블럭을 함께 꿰맨다. 매달기 위한 쇠고리를 붙이고 블럭에 번호를 매긴 뒤 사진을 찍는다. 매겨진 번호는 퀼트 웹사이트에서와 퀼트가 전시될 때 퀼트를 식별하고 보관 장소를 파악하는 데 도움이 된다.

### 퀼트 관리와 거트 맥멀린
퀼트는 핸드 메이든 오브 더 퀼트가 유지, 보수, 관리한다. 가장 헌신적인 핸드 메이든은 거트 맥멀린이다. 그는 NAMES 프로젝트 재단의 수석 퀼트 제작 조정자로, 퀼트 제작 초기 샌프란시스코에서 클레브 존스에게 분노에 가득 찬 에너지와 바느질 기술을 자원하였다. HIV에 감염된 친구들의 수많은 죽음을 목격하고 경험한 맥멀린은 메이시 화장품 판매대에서 일을 마친 뒤 밤샘 작업을 하며 공동체가 느끼는 비가시성과 싸우기 위해 헌신하였다. 재료와 재봉틀이 기증되었고 맥멀린과 자원봉사자 단체는 마켓 스트리트의 가게 앞에서 작업하였다. 이들이 만든 패널은 수백 개에서 나중에는 수천 개가 되었다.
맥멀린의 처음 두 패널은 친구인 로저 리언과 데이비드 캘거로를 위한 것이었다. 리언을 위해 제작한 패널은 스미소니언 재단 내셔널 뮤지엄 오브 아메리칸 히스토리의 전시품이 되었으며(수탁 번호 1998.0254.01), 《스미소니언 히스토리 오브 아메리카 소장품 101선》에도 실렸다.
샌프란시스코에서의 지출 부담이 커지면서 프로젝트와 맥멀린은 조지아주 애틀랜타로 이전하였다. 2020년 퀼트가 미국 국립 에이즈 기념관의 관리 하에 들어오면서 기원이 되는 샌프란시스코로 돌아오게 되었고, 맥멀린도 다시 이 도시로 돌아왔다. 거트는 각 퀼트 패널을 계속해서 관리하고 있으며, 각 패널을 유지 및 보존하고 전국을 돌며 전시하는 것을 준비하기 위해 퀼트 제작 및 관리자 단체와 협력하고 있다.
코로나19 범유행 동안 거트와 동료들은 코로나와 에이즈 범유행의 유사성에 충격을 받아 도움이 필요한 사람들을 돕고 싶었다. 이들은 자신들의 지지를 표시하고 에이즈 범유행 동안 사랑하는 사람들을 잃은 것에 대한 슬픔과 기억을 남기고자 누비 천으로 현장 초기 대응자를 위한 보호 마스크를 만들기 시작하였다. 이들이 만든 수천 개의 보호 마스크가 샌프란시스코 베이 에어리어 전역의 단체에 전달되었다.

### 패널의 예시
패널을 제출하는 사람들이 추모하는 사람을 개인적으로 알고 있을 필요는 없지만, 사람들이 알아주기를 원하는 그 개인과 일종의 연관성은 느껴야 한다. 예를 들어, 퀸의 리드싱어 프레디 머큐리를 추모하기 위해 많은 패널이 만들어졌는데, 이 중 두 채 중 하나는 순백 바탕에 파란색과 검은색 기타가 있고, 양 측면 빨간 에이즈 리본 밑에 검은 글씨로 "프레디 머큐리"(Freddy Mercury)가 적혀 있으며, 나머지 한 채는 보라색 실크에 "프레디 머큐리", "퀸", "1946–1991"가 은색 아플리케로 적혀 있으며, 퀸과 함께 있는 머큐리의 사진이 두 장 실려있다.
배우 록 허드슨을 위한 패널도 많이 제작되었는데, 그 중 하나는 네이비 블루 바탕에 은색으로 "록 허드슨"(Rock Hudson)이라는 글씨를 별과 함께 새겼으며, 아래에는 "할리우드"(Hollywood)라는 글씨가 달린 무지개가 있다.
사랑하는 사람들이 각 패널을 만들면 서로 이어 붙여 하나의 큰 블럭으로 만든다. 어떤 것은 화려하고 요란한 디자인인 반면 어떤 것은 조용하고 단순하다.

## 인정과 영향력
- NAMES 프로젝트는 1989년 노벨 평화상 후보에 올랐다.[28]
- 퀼트를 다룬 이야기는 롭 엡스타인과[29] 빌 쿠투리에가 제작하고 더스틴 호프먼이 내레이션을 맡은 다큐멘터리 영화 《커먼 스레드: 스토리 프롬 더 퀼트》(Common Threads: Stories from the Quilt)로 만들어졌고, 1989년 피바디상과 아카데미상을 수상하였다.
- 작곡가 톰 브라운은 1988년 퀼트에 대한 노래 "Jonathan Wesley Oliver, Jr."를 썼다.[30]
- 1990년, 에이즈 메모리얼 퀼트에서 영감을 받은 존 코릴리아노의 교향곡 1번이 뉴욕에서 초연되었다.[31]
- 1980년대 후반에 자넷 후드의 음악과 빌 러셀의 가사 및 추가 텍스트로 만들어진 연가곡 《천사, 펑크, 분노한 여왕을 위한 엘레지》(Elegies for Angels, Punks and Raging Queens)의 노래와 독백은 퀼트에 영감을 받았다.[32]
- 리릭 바리톤 윌리엄 파커가 편찬한 에이즈의 참상을 다룬 새로운 음악 작품 모음집 《에이즈 퀼트 노래책》(The AIDS Quilt Songbook)이 1992년 초연되었다. 파커는 이전에 함께 작업했던 작곡가들에게 노래를 요청하여 작품을 만들었다.[33]
- 워싱턴 DC 디퍼런트 드러머(Different Drummers, DCDD)와 워싱턴 레즈비언 게이 합창단(Lesbian and Gay Chorus of Washington, LGCW)은 작곡가 로버트 마지오에게 노래 퀼트 패널(Quilt Panels)을 의뢰하였으며, 완성된 작품은 2003년에 초연되었다.[34]
- NAMES 프로젝트는 뮤지컬 《퀼트, 뮤지컬 셀러브레이션》(Quilt, A Musical Celebration)의 기반이 되었다.[35]
- 《제너럴 호스피털》의 연례 행사 너스 볼(Nurses Ball, 1994년~2001년)에서 에이즈 메모리얼 퀼트를 언급하고 전시하였으며, 에이즈 연구 기금을 모금하기도 하였다.[36]
- 2002년 NAMES 프로젝트 시카고 지부가 시카고 게이 레즈비언 명예의 전당에 헌액되었다.[37]
- 필로 T. 판즈워스 상을 수상한 《절대 잊지 말아야 할 것》은 캐런 페퍼가 제작한 54분 길이 영상으로, 퀼트의 1988년 6월 미시간주 디트로이트 방문을 기록하고 있다.[38] 이 전시는 1987년 워싱턴 DC 초대 전시 직후 시작된 20개 도시 순회 전시의 일부였다. 영상은 워싱턴 DC 전시의 개막식 장면으로 시작하여 디트로이트 행사의 취재로 이어진다. 코보 홀의 개막식 및 폐막식과 함께 전시물의 설치 및 철거 과정이 포함되어 있다. 자원봉사자들은 행사 참여에 대한 소감을 나누고 관객들은 각 패널을 자세히 살펴본다. 또한 페퍼는 퀼트의 오하이오주 콜럼버스, 일리노이주 시카고 방문 전시와 1897년, 1993년, 1996년 워싱턴 DC 전시의 광대한 장면을 촬영하였다. 이 모든 영상은 캘리포니아 로스앤젤레스의 USC 도서관 ONE 기록 보관소에 보관되어 있다.
- 퀼트는 1992년 ABC 연속극 《원 라이프 투 리브》에 전시되었다.[39]
- 《인사이드 에이미 슈머》에서 슈머는 코미디언 민디 케일링이 옷가게의 사이즈를 조롱하며  이벤트로 퀼트를 입었다고 농담하였다.[40]
- 《모던 패밀리》 시즌 7 에피소드 1에서 루크는 헤일리의 퀼트가 에이즈 퀼트 이후 가장 슬픈 것이라고 농담하였다.[41]
- 일상에서의 동성애자 남녀를 묘사하는 한 컷 만화를 전문으로 하는 만화가 제라드 도널런은 NAMES 프로젝트에 만화와 팜플렛, 포스터를 기고하였다. 이 작품들은 동성애자에게 안전한 성관계에 대한 인식을 확산시키고 NAMES 프로젝트에 대한 지지를 확보하기 위한 것이었다.[42]

### NAMES에서 영감을 받은 프로젝트
에이즈 메모리얼 퀼트는 수천 명의 개인이 조각조각 만들어 지속적으로 성장하는 기념물로서는 최초였으며, 오늘날 세계에서 가장 큰 공동체 민속 예술 작품이다. 에이즈와 관련이 있든 없든, 퀼트의 뒤를 따라 이것에 영감을 받은 기념 및 인식 프로젝트가 많이 생겼다.
- 이라크 전쟁에서 전사한 미군을 추모하기 위해 제작된 K.I.A. 메모리얼 퀼트(K.I.A. Memorial Quilt).[44]
- 2001년 9월 11일 미국에 대한 테러 공격 이후 희생자들을 추모하는 수많은 퀼트 프로젝트가 만들어졌다.
  - 셉템버 11 퀼트 메모리얼 전시(September 11 Quilts Memorial Exhibition)[45]
  - 유나이티드 인 메모리(United In Memory)[46]
  - 월드 트레이드 센터 메모리얼 퀼트(The World Trade Center Memorial Quilt)[47]
  - 아메리카 9-11 메모리얼 퀼트(America's 9-11 Memorial Quilts)[48]
- 다른 많은 의학 상태에 대한 퀼트도 만들어졌다. 예는 다음과 같다.
  - 헌팅턴병[49]
  - 선천성 심장병[50]
  - 유방암[51]

다음을 포함한 에이즈 범유행의 하위 범주를 위한 퀼트도 있다.
- 어린이[52]
- 북부 캘리포니아[53]
- 오스트레일리아인[54]
- 뉴질랜드[55]

"가상" 에이즈 메모리얼 퀼트도 만들어졌다.
- 프로젝트 스티치 "디지털 퀼트"[56]
- 세컨드 라이프[57]
- 매사추세츠 에이즈 행동 위원회[58]
- 남부 에이즈 리빙 퀼트[59]
- 컬럼비아 대학교 에이즈 기념관[60]

## 전시 위치

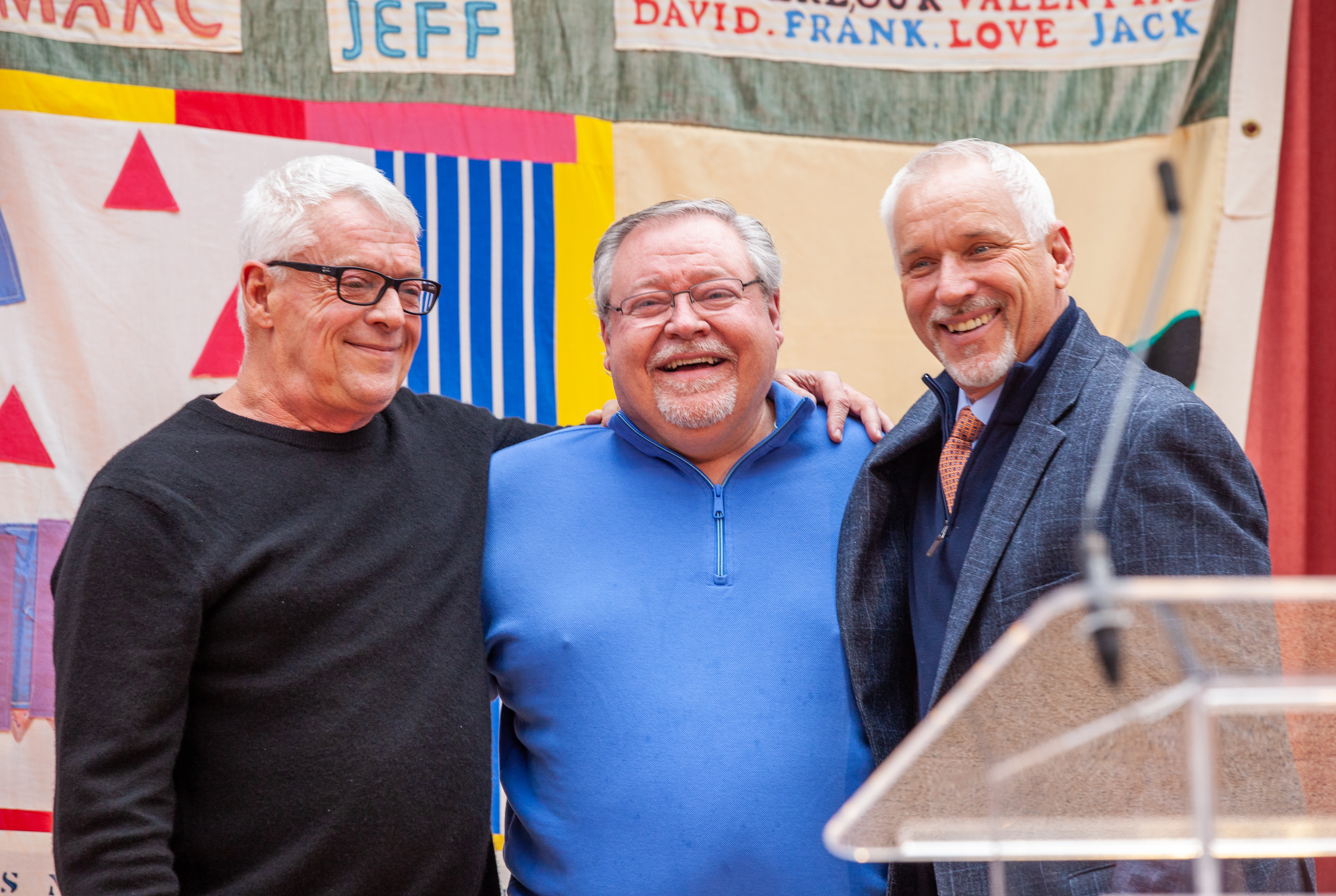
에이즈 메모리얼 퀼트의 공동 창립자인 클레브 존스와 마이크 스미스가 샌프란시스코에서 열린 2019 세계 에이즈의 날 행사에서 국립 에이즈 기념관 행정 책임자 존 B. 커닝엄과 함께 서 있다.

2019년 11월 NAMES 프로젝트 재단과 하원 의장 낸시 펠로시는 2020년부터 미국 국립 에이즈 기념관의 영구적인 관리 하에 퀼트를 샌프란시스코로 이전할 것이라고 발표하였다. 이 프로젝트의 기록물은 미국 의회 도서관의 미국 민속 문화 센터와 공동 관리로 기증되어 더 많은 대중이 접근할 수 있게 되었다. 이 작업은 퀼트를 프로젝트가 시작된 샌프란시스코로 반환한다.

## 같이 보기
- 에이즈 위기의 예술
- 뉴욕시 에이즈 기념관

## 더 읽어보기
- 뉴욕 메모리얼 퀼트 기록, 1988(3 인치)은 뉴욕 주립 기록 보관소에 보관되어 있다.
- 로버트 가르시아 페이퍼스 1988–1993(9 입방 피트)는 코넬 대학교 도서관 희귀본 및 원고 수집관에 보관되어 있다.
- 짐 그레이엄 페이퍼스, 1961-2015(80.5 선형 피트)는 조지 워싱턴 대학교 특별 수집 연구 센터에 보관되어 있다.
- 비토 루소 페이퍼스, 1969–1990(21 선형 피트)는 뉴욕 공립 도서관에 보관되어 있다.
- 워싱턴 블레이드 로 치버로 수석 보고서 파일, 1980–2001(39 선형 피트)은 조지 워싱턴 대학교 특별 수집 연구 센터에 보관되어 있다.
- 퍼트리샤 와키다, 2362 마켓 스트리트 스토리, 2012 스미소니언 포크라이프 페스티벌, 위기 속 창의성, 거트 맥멀린의 블로그 프로필
- 듀프레, 주디스(2007). Monuments: America's History in Art and Memory. 뉴욕: 랜덤 하우스. ISBN 978-1-4000-6582-0ISBN 978-1-4000-6582-0